# 匈人
匈人是一支約在西元4世紀到6世紀在中亞、高加索、東歐等地區活動的遊牧民族或部落聯盟。有可能是突厥語系的匈奴人征服了伊朗語系的塞迦人（或稱斯基泰人）之後與其混合的族群。
歐洲傳統上認為他們最早在伏爾加河東岸一帶活動，該地區在當時是斯基泰人的勢力範圍。匈人最早與伊朗語族的阿蘭人一同西遷。西元370年，他們到達伏爾加河。430年，他們就已經在歐洲建立了一個廣大卻短暫的帝國，征服了哥特人和其他生活在羅馬帝國邊陲的日耳曼人部落，並造成大量不同的蠻族逃入羅馬帝國境內。在阿提拉的帶領下，匈人密集地洗劫東羅馬帝國。451年，匈人入侵了西羅馬帝國的高盧行省，並與西羅馬及西哥特的聯軍交戰，史稱沙隆戰役。452年，匈人入侵意大利。453年，在阿提拉暴斃後，匈人不再是羅馬帝國的主要威脅，其帝國在尼達歐之戰後瓦解。匈人的後人或其繼承者後來盤據在東歐與中亞一帶，直到8世紀早期仍有在高加索一帶活動的紀錄。
18世紀法國東方學學者德金（Joseph de Guignes）首次將匈人和匈奴人串連在一起，自此學術界便積極尋找這兩個民族之間的關聯，但到現在仍未有確實的答案。而他們與其他民族口中所講的伊朗匈人（即匈尼特人和嚈噠人）是否屬同一個集團目前亦在爭議中。
1902年英國考古學者马尔克·奥莱尔·斯坦因在中國敦煌西部的玉門關遺蹟挖掘到出4世紀初來自中亞的粟特商人的書簡，稱為《粟特文古信札》（Sogdian Ancient Letters）。書簡裡面描述4世紀中國西晉永嘉之禍的戰亂情況時是以匈人稱呼匈奴人，證實匈人在中亞是匈奴人的別稱。
7世紀初拜占庭史家西摩卡塔（Theophylacus Simocatta）認為，歐洲中世紀史上的阿瓦爾人，由兩個聯合起來的部落，即瓦爾部（uar或var，阿瓦爾由此得名）和匈人部（Kunni或Huni，該名暗示其匈人起源）和悅般殘部組成組成。而瓦爾部和匈人部又屬於鐵勒(丁零、敕勒 、高車)多民族聯盟，有此推測歐洲匈人跟歐洲阿瓦爾人可能跟鐵勒聯盟有關聯。再加上史書《隋書·鐵勒傳》：“鐵勒之先，匈奴之苗裔也。”《新唐書·回鶻傳上》亦作“回紇，其先匈奴也，俗多乘高輪車，元魏時亦號高車部，或曰敕勒，訛為鐵勒。”《北史·高車傳》:“高車，盡古赤狄之餘種也。 初號為狄歷，北方以為高車丁零。其語略與匈奴同，而時有小異，或云其先匈奴甥也。”。《周書·突厥傳》:“突厥者，蓋匈奴之別種。”匈奴和匈人應為突厥語族。
匈人的西遷刺激了民族大遷徙，並促使了西羅馬帝國的瓦解。對匈人的恐懼深深烙印在基督徒的腦海裡，他們亦成為日耳曼英雄傳說中常出現的反派或盟友。在中世紀匈牙利的編年史中，匈人被描繪為匈牙利民族馬扎爾人和塞凱伊人的祖先之一，然而到目前為止，主流學術界仍因為證據不足而排除他們與匈人之間有著緊密關聯這個可能性。
匈人的語系為通常被認為是突厥-烏古爾語系，烏古爾突厥人（oghur turkic peoples）通常被認為是更西邊的高車（丁零、敕勒 、鐵勒、回紇、回鶻）族系的分支，也就是說匈人、阿瓦爾人、保加爾人、可薩人都有一定的關聯。甚至烏拉語系的馬扎爾人的王族跟匈人有關聯。馬扎爾人的王室，即阿爾帕德大公被認為是可薩人所派出。有一位可薩可汗以馬扎爾人宗主身份任命名為阿爾帕德的可薩年青貴族作為馬扎爾人的大公。

## 起源

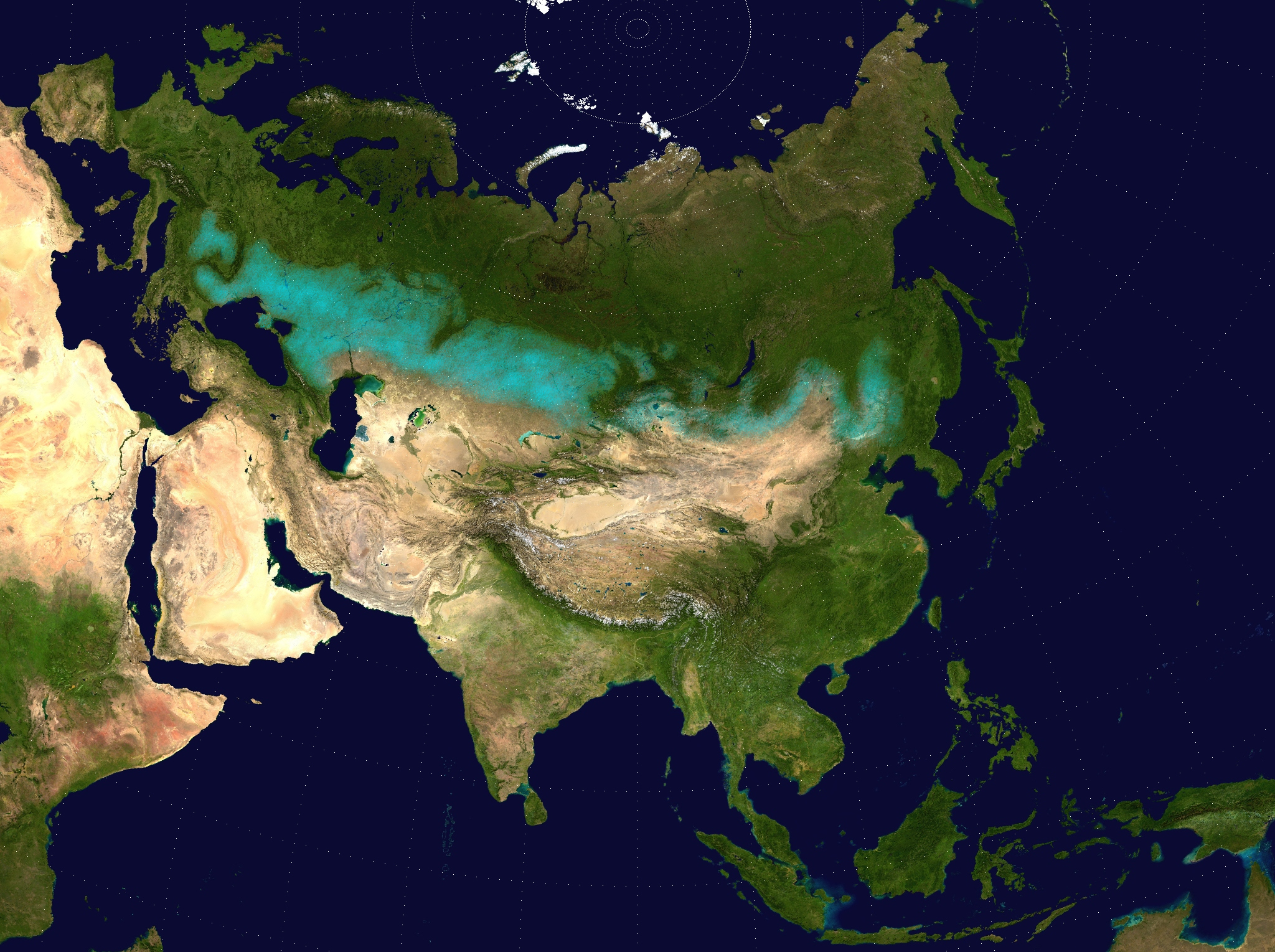
為歐亞大草原。

匈人與其他草原民族的關連目前仍然不確定，學術界普遍認同他們源自中亞，但對哪個位置才是他們的真正起源地卻沒有共識。匈人在西元370年左右突然出現在歐洲，羅馬的記錄者們試圖闡明匈人為何方神聖時總是將他們與其他曾經出現在歐洲的草原民族劃上等號。羅馬的記錄者們還重複提及一些軼事，要麼是匈人為了追逐野鹿而跑進哥特人的領土，要麼就是他們的牛逃走了，由刻赤海峽追到去克里米亞半島，當發現該地資源充沛後就決定襲擊哥特人。約達尼斯（Jordanes）在哥特史中還敘述了哥特人認為匈人是「不潔之靈」或哥特女巫的後代這個想法。

### 與匈奴人以及其他族名中同樣帶有匈字的民族的關係

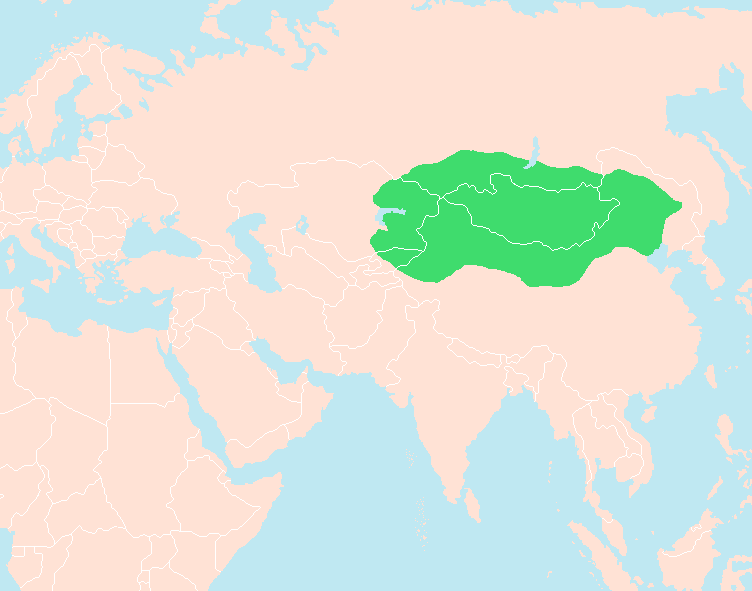
西元前205匈奴人在冒頓單于的帶領下的勢力及影響範圍。

自德金起在18世紀首次提出匈人和匈奴人為同一支民族後，現代歷史學家就開始尋找在西元4世紀出現在歐洲邊陲的匈人和在西元前3世紀到西元2世紀之間多次入侵中原的匈奴人之間有何關聯。在漢匈戰爭中被漢朝徹底擊敗後，北匈奴開始往西北逃跑，他們的後代也許遷移到歐亞大陸各處，匈人也許某程度上繼承了他們文化和基因。學者們同樣也商議了匈奴人、匈人以及其他族名中同樣帶有匈字的民族之間的關係，特別是與被稱為「伊朗匈人」的匈尼特人和嚈噠人之間的關係。
奧地利學者曼秦-海爾芬（Maenchen-Helfen）是首個挑戰傳統上依賴文字記錄的研究方法並強調考古學重要性的學者，自此，將匈奴人定為匈人的祖先這個觀點便備受爭議 。除此之外，有些學者也開始質疑「伊朗匈人」與「歐洲匈人」的真正身份 。沃爾特·波爾指出沒有一個草原上的部落聯盟是單一民族的，他們的名稱之所以都冠上「匈」字很可能是為了聲望和威嚇，或者是其他民族基於他們的地理位置和生活方式而假定了他們是同一個民族而已。

### 族名及詞源
「匈」這個名稱最早源自希臘語Οὖννοι和拉丁語Hunni或Chuni。而在希臘編年史作家約翰·馬拉拉斯（John Malalas）的紀錄中他們稱為Οὖννα。古典資料也經常把他們稱為其他完全不相關的古老草原民族如馬薩革泰人、斯基泰人和辛梅里安人而非匈人。

### 外觀
在羅馬人眼中，匈人的外觀是奇怪的，他們甚至稱匈人為怪物。約達尼斯（Jordanes）就強調過匈人又矮又黑。很多人都提到匈人是小眼睛、扁鼻子的。如親眼見過阿提拉的羅馬作家普利斯庫斯（Priscus）也形容阿提拉「身材矮小、胸寬、頭大、眼細、鬍子稀疏還夾雜灰毛、扁鼻、膚黑」。
很多學者都認為這些描述反映了匈人帶有東亞人種的種族特徵。邁恩-海爾芬（Maenchen-Helfen ）對此作出反駁，認為就算匈人帶有東亞人特徵，也不代表他們看起來都像雅庫特人、通古斯人那麼東亞，他在考古證據中發現匈人是一個多種族混合體，只有少部份是帶有東亞人特徵。某些考古證據中甚至無法證實匈人的確有東亞人特徵，而金賢俊甚至認為匈人中根本大多數都是西歐亞人種，這個觀點主要來自有關沙隆戰役的戰爭紀錄中提到阿提拉的隨行人員和士兵中絕大多數一眼就看得出是來自歐洲，唯獨阿提拉是帶有東亞人特徵。也有其他考古學家說，帶有東亞人特徵的匈人古屍都是在貴族墓穴中找到的，這些在貴族墓穴找到的古屍當中還包括一些融入在匈奴政治體系中的日耳曼人領袖。分析游牧民族的族系，應要選擇位階較高的個體。
而根據近年出土的匈人遺骸裡跟阿瓦爾人一樣擁有西伯利亞人基因這一點，我們可以得知早在突厥大遷徙前中亞就有西伯利亞人定居
。

### 基因
一份2018年5月刊登在《自然》科學期刊的研究報告指出，他們抽取了23具埋葬年份約西元1世紀到5世紀的天山匈人古屍，發現有6個樣本中有4個的Y-DNA屬於單倍群R（包括一個R1b），以及一個L。有20個樣本的mtDNA分別屬於單倍群G2a1d2、C4、N9a9、H6b2、M11a、U5b2a1a2、C4a1a、A16（兩個樣本)、M10a、G2a1、H7b、A1a、K2a5、D4j5、J1d6、C41b、F1b1（兩個樣本）和D4b1a2a1。這項發現顯示出天山匈人的歐洲人祖先比匈奴人還要多。研究團隊估計，匈人很可能是匈奴人征服了塞迦人後與之的混合體。
另一份在2019年11月刊登在科學報告科學期刊的研究報告指出，他們抽取了3具分別在西元5世紀埋葬在潘諾尼亞平原匈人墓穴的男性古屍的Y-DNA樣本，發現他們分別屬於單倍群Q1a2、R1b1a1b1a1a1、R1a1a1b2a2。在現代歐洲，Q1a2相當稀有，但高頻率出現在塞凱伊人身上，這個單倍群早前也在奧庫涅夫文化、卡拉蘇克文化、天山匈人和薩爾馬提亞人中找到，這也暗示了歐洲匈人血緣上的起源。R1a1a1b2a2目前普遍存在於阿富汗和吉爾吉斯的男性人口中，而這個單倍群在青銅時代在整個中亞地區非常普遍，這在匈奴人身上也找得到。R1b1a1b1a1a1與日耳曼人關係密切，且在西北歐的帶有率最高。這個單倍群被認為最早出現在東歐大草原上，並在青銅時代進入歐洲內部。這個在匈人墓穴中找到的R1b1a1b1a1a1樣本很可能來自哥特人、格皮德人或匈人其他日耳曼人盟友。這項研究斷定這批匈人男性古屍都是棕色眼睛、棕色或黑色頭髮，且同時帶有歐洲和東亞血統。

## 历史

### 前阿提拉時期

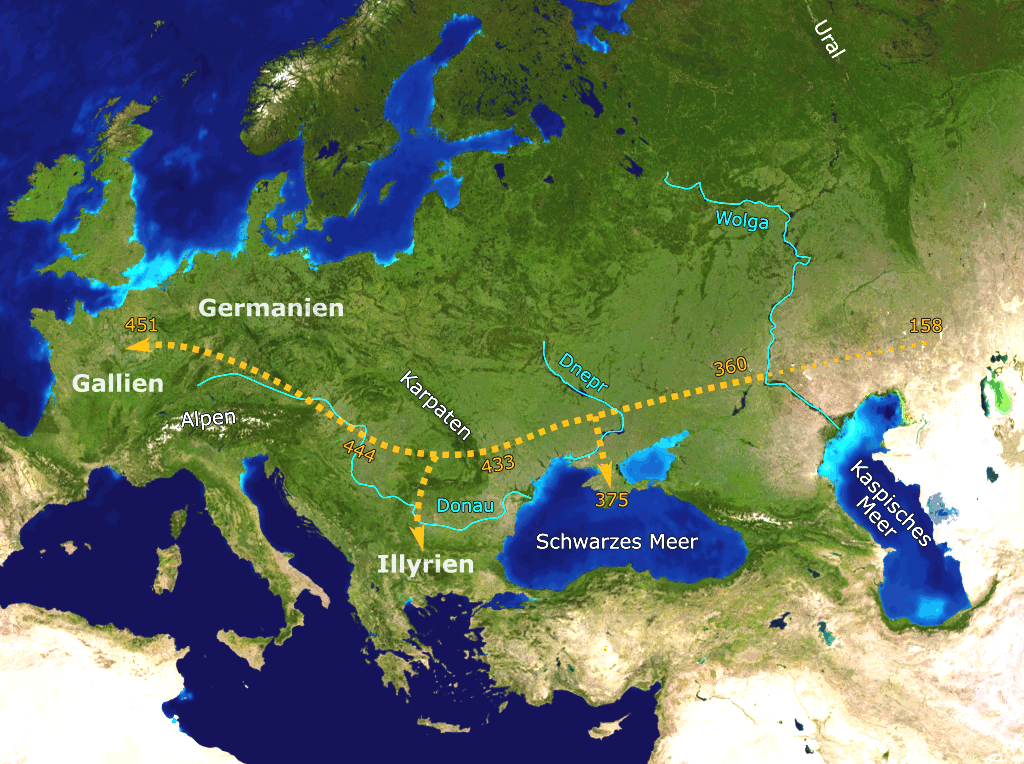
此為一條推算出來的匈人西移路線。

羅馬人早在西元376年匈人入侵東歐大草原、驅使哥特人時跑到多瑙河下游尋求羅馬帝國庇護時就意識到他們的存在。匈人首先征服了阿蘭人，再來是大部份格魯森尼人或東哥特人和大部份特爾文吉人或西哥特人，有很多難民因此而逃到羅馬帝國。西元395年，匈人開始對東羅馬帝國大規模進攻，先後襲擊了色雷斯、橫掃了亞美尼亞，以及洗劫了卡帕多奇亞。他們推入了敘利亞、威脅安條克，並穿過幼發拉底行省。與此同時，匈人亦入侵了薩珊帝國，這次入侵起初很成功，在快接近帝國首都泰西封時卻受到波斯人的絕地大反擊而慘敗。
在匈人短暫撤離東羅馬帝國期間，他們開始威脅周圍的外族西移 ，烏爾丁是當時第一個被紀錄下名字的匈人，在防守意大利的作戰中他帶領著匈人和亞蘭人對抗哥特王拉達吉索斯。在西元400年到401年，烏爾丁壓制了在多瑙河一帶的哥特人的叛變，並砍下其領袖蓋納斯的頭顱。東羅馬帝國在西元408年再次感受到來自烏爾丁的壓力，烏爾丁橫渡了多瑙河、洗劫了色雷斯。東羅馬帝國試圖收買烏爾丁，但他提出的金額過高，所以他們改為收買烏爾丁的下屬，這導致烏爾丁的軍隊中出現大量逃兵，烏爾丁橫渡多瑙河逃走，自此這個名字就沒再被提及。
西元4世紀至5世紀期間，匈人的傭兵與哥特人一樣都有被提及到會同時在東西羅馬帝國中服役。西元433年，西羅馬帝國統帥埃提烏斯割讓了一部份的潘諾尼亞給他們。

### 阿提拉時期

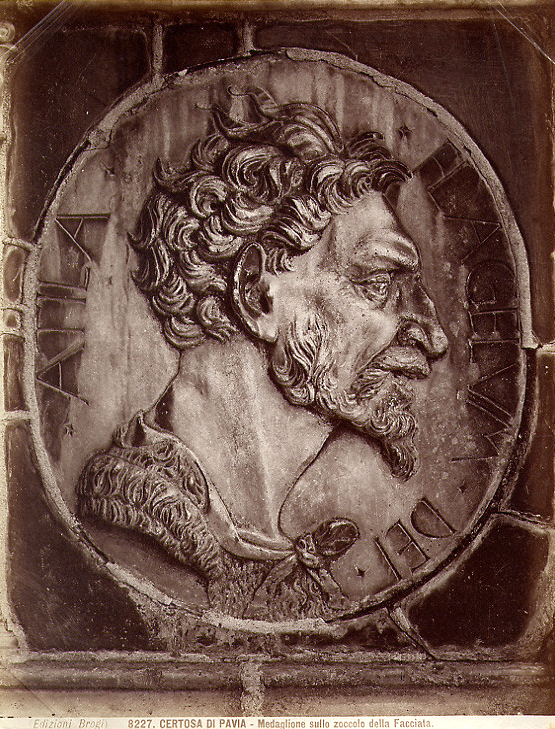
西元19世紀的阿提拉像。銘文在拉丁文的意思為「這是阿提拉，上帝降下的災害」。

自西元434年，阿提拉與其兄弟布列達共同統治著匈人。阿提拉和布列達與他們的叔叔盧阿一樣野心勃勃。西元435年，他們逼使東羅馬帝國簽署瑪格斯條約，給予匈人在東羅馬帝國境內進行貿易的權利，並要求東羅馬年年進貢。西元440年，東羅馬帝國毀約，阿提拉布列達兄弟聯手襲擊東羅馬帝國在多瑙河兩岸的城市。匈人與羅馬人爆發全面戰爭，匈人打敗了一支弱小的羅馬軍隊，並夷平了瑪格斯、星即杜林和費米拉孔。雖然雙方在西元441休戰，但兩年後卻因為東羅馬君士坦丁堡再次無法提供貢品而再次開戰。在之後的戰事中，匈人軍隊洗劫了多座城市並逼近君士坦丁堡。東羅馬皇帝狄奧多西二世，答應了匈人的要求，並在秋天簽下和約。西元445年，布列達身亡，阿提拉成為匈人唯一的統治者。
在西元447年，阿提拉入侵巴爾幹和色雷斯，戰爭於西元449年因羅馬人答應年年進貢2100磅黃金而完結。在進犯東羅馬帝國期間，阿提拉與西羅馬帝國保持良好關係，然而，西羅馬帝國皇帝瓦倫丁尼安三世的姐姐奧諾莉亞卻送了阿提拉一隻戒子並要求阿提拉協助她逃婚。阿提拉要求奧諾莉亞成為自己的新娘，並以西羅馬帝國半邊江山作為她的嫁妝。與此同時，撒利法蘭克人因為王位的繼承權問題而起了爭議。西元451年，阿提拉帶領匈人強行進入高盧，他們首先襲擊了梅斯，他的軍隊繼續西進，經過巴黎和特魯華以圍攻奧爾良。埃提烏斯受到瓦倫丁尼安三世的命令去支援奧爾良。這支結合了羅馬人和西哥特人的軍隊後來在沙隆戰役擊敗了匈人。
沙隆戰役後那一年，阿提拉重新提及和奧諾莉亞的婚約以及西羅馬帝國領土的事宜，並帶領著軍隊跨越阿爾卑斯山進入意大利北部，先後洗劫並夷平了多座城市。為了避免羅馬被洗劫，瓦倫丁尼安三世派了3個使者，包括高級民政長官根納迪烏斯·阿維努斯和特里吉蒂烏斯，以及教宗聖良一世與阿提拉在明喬河畔的曼圖亞會面，以獲取他承諾撤出意大利以及與皇帝進行和談。新東羅馬皇帝馬爾西安之後停止了進貢，於是阿提拉計畫進攻君士坦丁堡。然而西元453年他卻在和日耳曼少女的新婚夜中因為鼻腔失血逆流而暴斃。

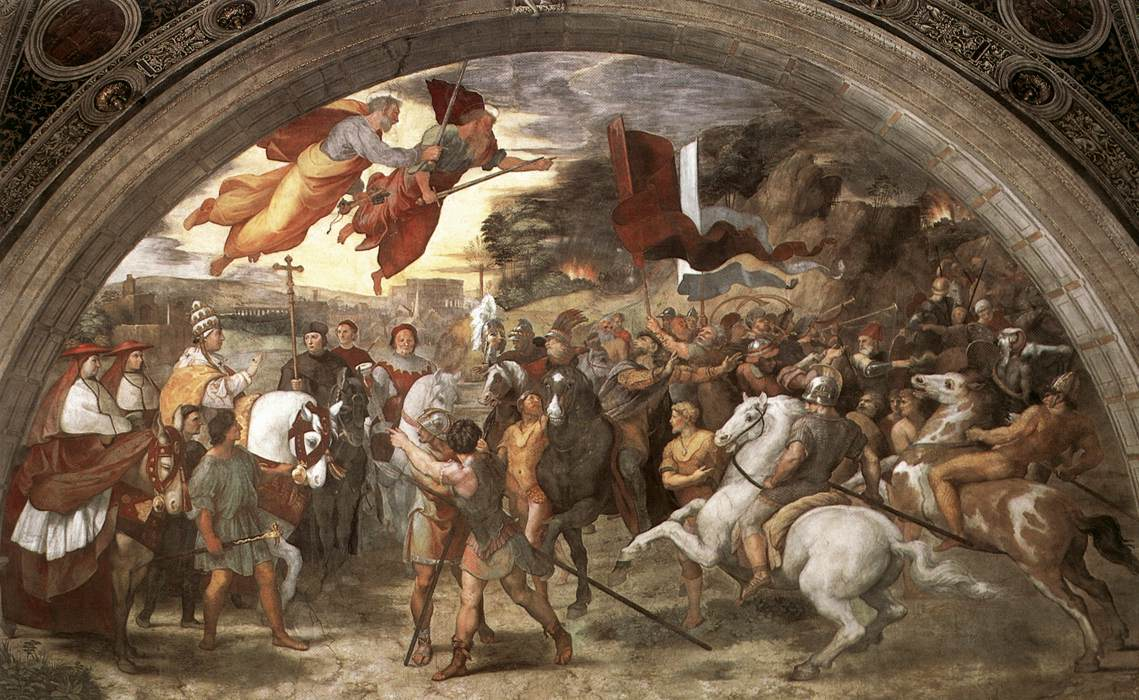
拉斐爾的《偉大的良一世與阿提拉的會晤》

### 後阿提拉時期
西元453年，在阿提拉死後，匈帝國內部出現日耳曼附庸與執政者之間的權力爭鬥，格皮德之王阿德域試圖推翻匈帝國，並與阿提拉最愛的長子、阿卡齊爾部的統治者艾拉克在尼達歐會戰。同年，哥特人在瓦拉米的帶領下也作出叛變，並在幾次會戰中擊敗了匈人。這導致匈人在喀爾巴阡地區的勢力覆滅，繼而失去了很多日耳曼附庸。與此同時，匈人在東方亦同時應付幾支烏古爾民族，包括烏古爾人、薩拉古爾人、安納古人以及沙比爾人的威脅。西元463年，薩拉古斯人擊敗了阿卡齊爾部或阿卡齊爾匈人，並宣稱統治本都地區。
西元461年，阿提拉次子鄧吉西克因在帶領的西部匈人在抵抗盟友薩達吉人的背叛時被瓦拉米帶領下的哥特人擊敗而挫了銳氣。他的戰事也引起其弟、正專注於抵抗烏古爾民族的阿卡齊爾匈人統治者厄爾納克的不滿。鄧吉西克在沒有厄爾納克的協助下於西元467年襲擊了羅馬人。他被羅馬人重重包圍，他答應羅馬人如果對方願意給予他們一些土地，以及為他饑餓的士兵們提供一些糧食就會投降。在談判期間，一個在羅馬軍中服役、名為切爾切爾的匈人士兵說服了哥特人襲擊他們的匈人霸主。最終，羅馬人在阿斯帕將軍和他的精梲部隊的協助下偷襲了正在爭吵的哥特人和匈人，並成功擊敗他們。西元469年，鄧吉西克在色雷斯被殺。
鄧吉西克死後，匈人開始被其他民族吸收，如保加爾人。但有學者反駁說匈人在厄爾納克的領導下繼續存在，並成為了庫特里古爾人、烏蒂古爾人和匈保加爾人，但結論目前還在爭議中。也有學者反駁說有另一個在古代記錄中被視作匈人的民族，即所謂的北高加索匈人才是真真正正的匈人。在後匈人時代，很多草原上的民族都自稱為阿提拉的後人來合法化他們的權力，甚至在四個世紀後仍有幾個在自己的族名中加了個匈字的民族被東羅馬帝國記錄下來。

## 生活方式與經濟

### 半游牧
匈人在傳統上被定義為逐水草而居的游牧民族，但金賢俊認為「游牧」一詞帶有誤導成份。
曼秦-海爾芬留意到半游牧民族在一般在夏天放牧，冬天會在一個地方駐紮，他們的牧場也許很廣，但駐紮地往往都是同一個地點。事實上，約達尼斯也有寫到夏天時阿卡齊爾匈人會在克里米亞的克森尼索一帶放牧，但到冬天時他們會往北。曼秦-海爾芬認為錫瓦什湖是最有可能的地點。古代記錄有提及匈人的牲畜種類包括牛、馬、山羊和綿羊，而且數目很龐大。曼秦-海爾認為匈人還會跟薩爾馬提亞人一樣在他們東南歐、黑海北岸一帶的地盤中畜養少量雙峰駱駝。
阿米阿努斯說過，大部份的匈人都是只吃他們所養的牲畜的肉，但曼秦-海爾芬認為根據其他游牧民的飲食，他們很可能也是吃羊肉、牛羊乳酪和喝牛羊奶為主，也會吃馬肉、馬奶乳酪、喝馬奶和馬奶酒。當饑荒時，他們還會煮馬血當食物。
古代記錄一致否定匈人有從事耕作，但E.A湯普森認為，如果沒有人在草原的邊陲耕作，他們根本不可能生存。他又指，匈人也會打獵和采集。曼秦-海爾芬從考古發現中注意到，各個游牧民族都會有部份人口從事耕作。他還特別指出，在花剌子模、鄂畢河有發現到一些顱骨被拉長的人從事耕作的證據，他認為這是匈人會從事耕作的佐證。金賢俊也持類似的觀點，認為所有的草原帝國都會同時有放放和農耕人口，並把匈人歸類為農牧民族。

### 馬匹與運輸
作為游牧民族，匈人很多時間都會在馬背上。阿米阿努斯聲稱匈人「差不多是粘在馬背上」，佐西姆斯也聲稱匈人「吃喝拉撒睡都在馬背上」，而聖希多尼烏斯·阿波利納里斯甚至還聲稱「有些嬰兒只要馬匹把他提到自己的背上，他不用母親的輔助就能學會站立」。也有記錄指匈人似乎因為花太多時間在騎馬所以走路時會顯得有點笨拙。
從羅馬的資料顯示，匈人的馬似乎長得很醜，但我們無法由此判斷出匈人的馬到底是什麼品種。丹尼斯·塞諾認為牠們似乎是某種蒙古小馬，但是在目前已知的匈人墓中都找不到馬匹，所以根本無法證實，這一點也顯示匈人似乎不會讓馬匹陪葬，這有別於其他游牧民族。另外，根據人類學家對其他游牧民族的研究以及考古發現，曼秦-海爾芬認為匈人很可能也是騎閹割了的公馬。
除了馬匹，在古代記載中也提及過匈人會用木頭車作為運輸工具，曼秦-海爾芬認為這些木頭車大多是用來運載帳篷、戰利品、老人、婦女和小孩。

### 與羅馬人的經濟關係

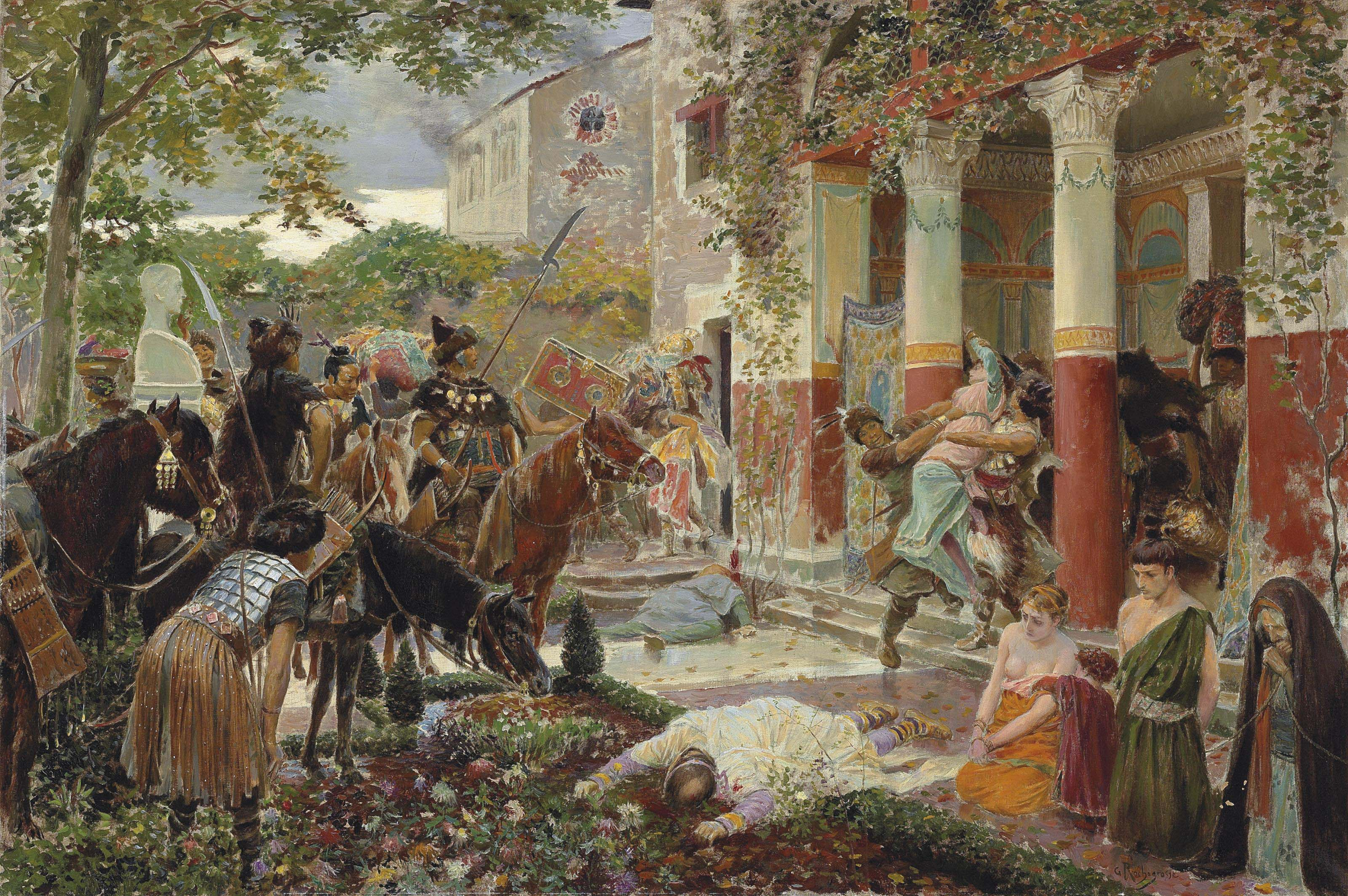
羅什格羅斯1910的作品《匈人》中所描繪的阿提拉帶領其士兵洗劫高盧的情景

匈人在羅馬人手上拿到大量的黃金，主要是來自當傭兵為羅馬作戰所得的酬金和貢品。搶掠也為匈人提供了黃金或其他有價值的東西。丹尼斯·塞諾認為在阿提拉時代，匈人的經濟來源幾乎全都是在羅馬的行省中搶掠和勒索貢品所得。
匈人也很常俘虜平民和士兵以勒索贖金，又或者把他們賣給羅馬的奴隸販子。曼秦-海爾芬認為奴隸對匈人生活模式沒太大作用，但當前在學術界已證實奴隸在游牧社會中重要比定居社會還要高，因為他們需要人幫助他們看管牲口。普利斯庫斯表明那些奴隸主要是用來當家僕，受過教育的奴隸還會被指派當行政人員甚至建築師，某些奴隸則會成為戰士。
匈人也會與羅馬人進行貿易。E.A湯普森認為他們之間的貿易往來非常大規模，匈人會以馬匹、皮毛、肉和奴隸向羅馬人換取武器、亞麻、穀物和各種奢侈品。曼秦-海爾芬認同販賣馬匹是非常可觀的黃金來源，但他對E.A湯普森的論據始終保持懷疑態度，因為他留意到羅馬人對與野蠻人之間的貿易監管得很嚴格，再者，根據普利斯庫斯的記載，他們之間的貿易一年只會進行一次。走私的確會發生，但曼秦-海爾芬認為無論合法還是非法的貿易數量都不大，但他有注意到紅酒和絲綢在匈人社會的需求量似乎很大，而且羅馬金幣似乎一直在整個匈帝國中作為貨幣般流通。

### 與絲綢之路的聯繫
克里斯多福·阿特伍德推斷，最早的匈人之所以入侵歐洲是為了在黑海為他們所統治下、在絲綢之路上與中國有商業來往的粟特商旅建立一個出口，因為他注意到約達尼斯有描述過所有商人都會把從亞洲來的貨品帶到克里米亞城市克森尼索，而那座城市在6世紀為阿卡齊爾匈人所控制。

## 政府
匈人的政府架構一直都是學術界的熱門辯論題材。英國歷史學家彼得·希瑟認為匈人最初只是個混亂的聯盟，各部落的酋長都是各自行動，但最終還是建立了一套類似日耳曼社會的階段體系。著名的中亞研究權威丹尼斯·塞諾持類似觀點，認為除了在歷史上還不確定是否真實存在過的巴蘭比爾外，在烏爾丁之前沒一位匈人王有被提及過，這表明他們根本不重要。E.A湯普森提出，匈人的世襲王權是基於入侵歐洲後持續不斷的戰爭才發展出來。關於在阿提拉統治下的匈人組織，彼得·高登則認為：「這很難稱之為一個國家，遑論帝國。」他隨後更稱他們為「匈人邦聯」。
阿米阿努斯講過他那個時代的匈人沒有君主，而是每個部落都會在戰爭時推舉一位領袖出來。E.A湯普森推斷每位領袖的實際權力其實都很少。他之後進一步辯稱，他們似乎無法單純靠與上一任領袖的血緣關係來繼承職位。然而彼得·希瑟卻反駁指阿米阿努斯只是指匈人並非只有一位統治者；因為他留意到奧林匹奧多羅斯有提過匈人有幾個君主，與一位首要君主。阿米阿努斯也提到匈人會在馬背上進行會議、商議決策，但阿米阿努斯沒提到匈人的部落組織，反而普利斯庫斯和其他作者有提過幾個。
烏爾丁是已知的第一位匈人統治者。E.A湯普森從烏爾丁在戰敗後就沒再被提及是當時的匈人王權很「民主」的跡象。普利斯庫斯稱阿提拉「國王」或「皇帝」，但他所翻譯的稱號的原意卻是一個謎。除了阿提拉這位最高統治者，他的兒子艾拉克也是君主之一。而各匈人部落又由各自的王帶領著。

## 社會及文化

### 藝術與物質文化

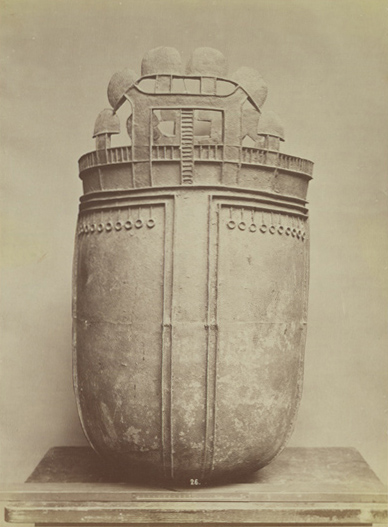
匈釜。

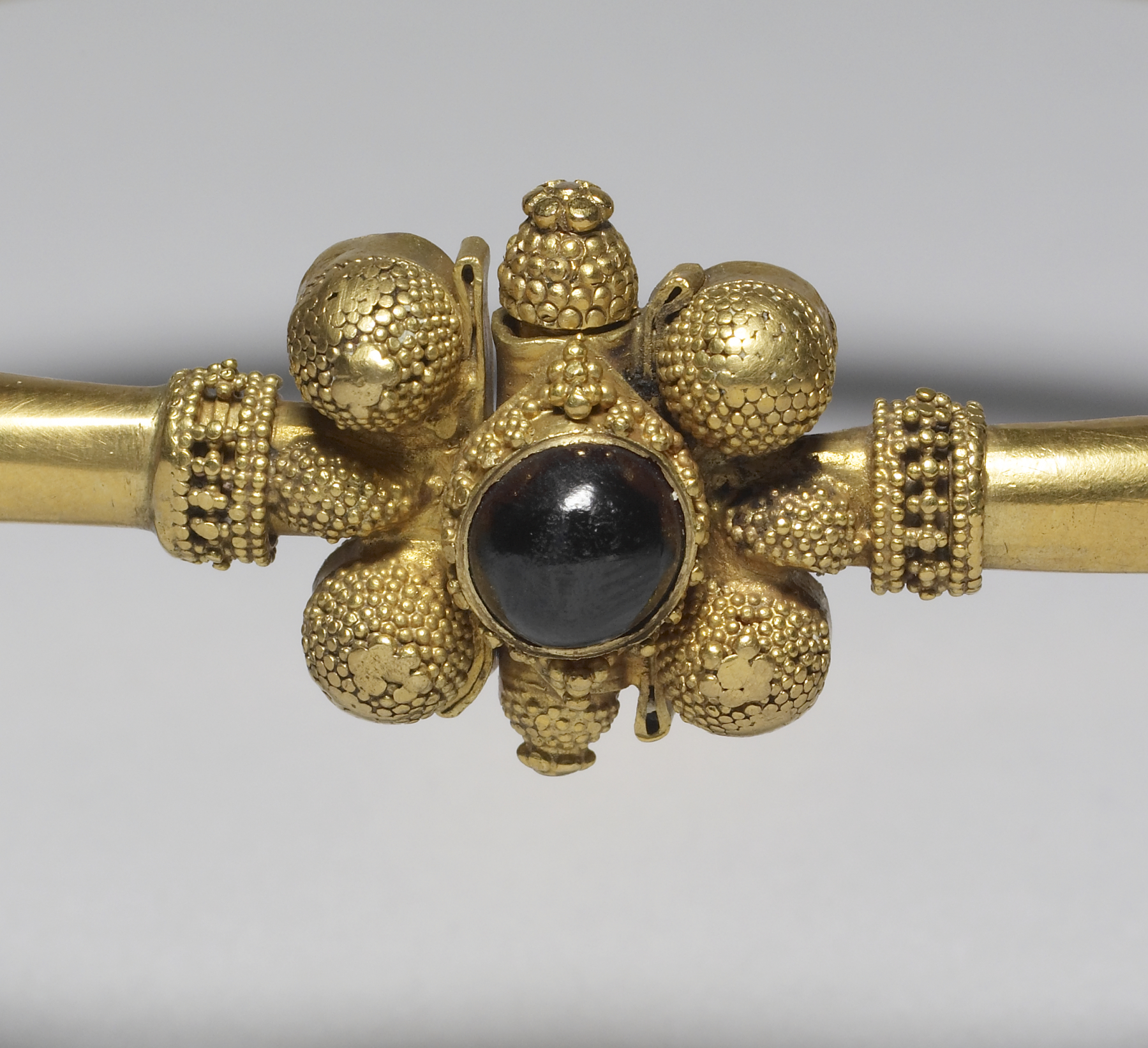
鑲有石榴石的精緻黃金手環。

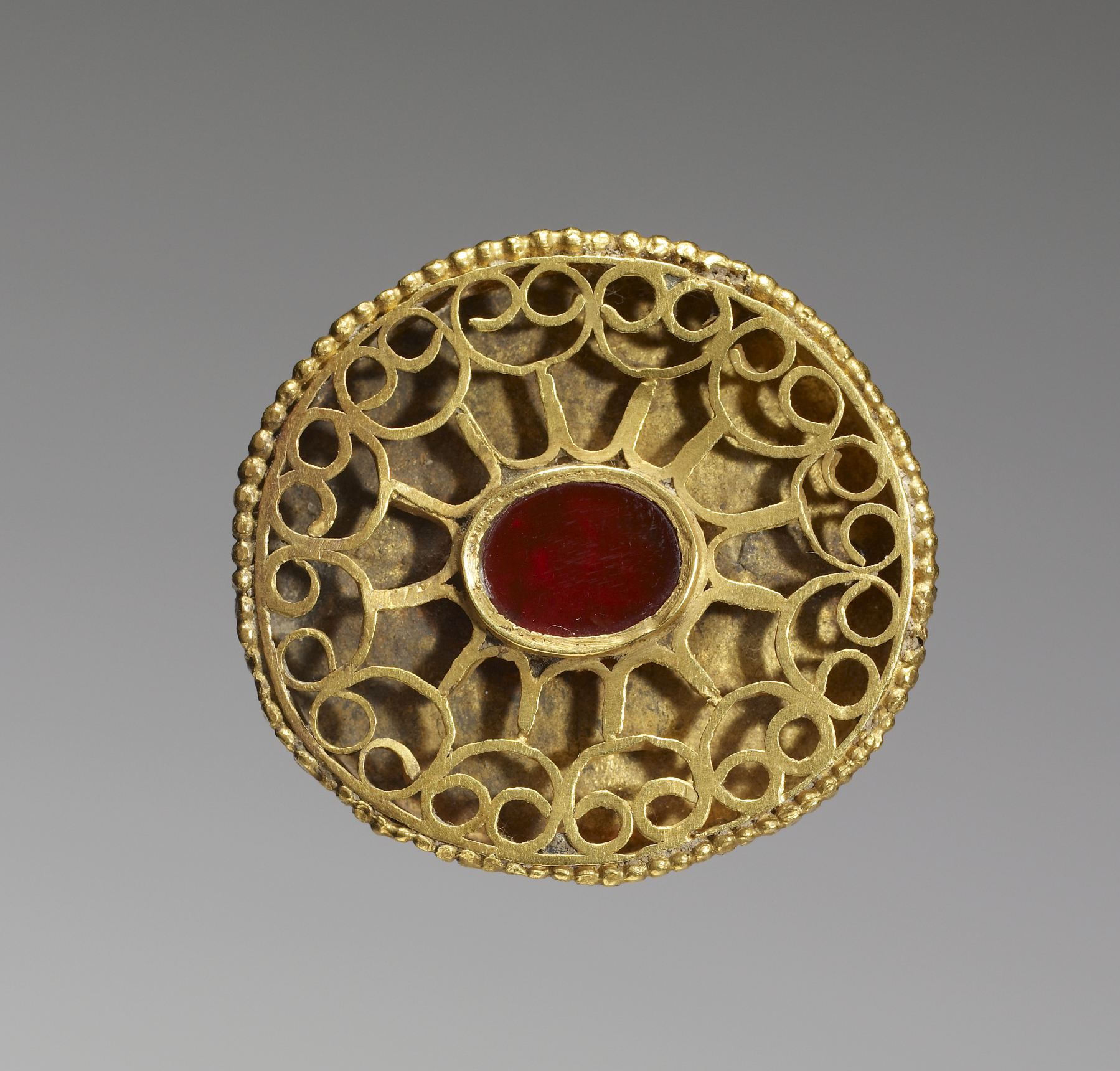
精緻的匈人飾品。

關於匈人的物質文化和藝術只能透過古代描述和考古學發現來得知，但不幸的是，匈人社會的游牧天性令到他們留下文物甚少。儘管自1945年以來出土了大量考古文物，但截至2005年為止，只有200個經鑑定後確應為匈人的陪葬品。在考古上要區分匈人文化和薩爾馬提亞人文化相當困難，因為這兩個民族的活動範圍非常接近，在物質文化上也非常相似。而在歐洲的匈人也有可能採納了日耳曼人的物質文化 。而羅馬人對匈人的描述往往都帶有強烈的歧視意味，總是誇大他們的野蠻性。
考古學家自19世紀起就開始發掘到大量的匈釜。儘管一般都被描述為「青銅釜」，但其實很多都是銅製，而且品質一般都很差，差到甚至被懷疑是因為製作失敗而被原地丟棄。曼秦-海爾芬列出這種風格的釜在中歐、東歐和西伯利亞西部一共找到19件。它們有幾種形狀，且很多時與其他容器一同被發現。曼秦-海爾芬懷疑這些釜是用來煮肉用的，但事實上這些釜都是在水邊被發現的，而非與屍體一同埋在土裡，所以很難判斷它們是否有被使用過。這些釜也有可能是被匈奴人使用過。阿米阿努斯有提到匈人有鐵劍，但E.A湯普森懷疑根本不是匈人製作的，曼秦-海爾芬則駁斥指匈人騎兵用換來或搶來的鐵劍打到君士坦丁堡城牆和馬恩河這個想法根本荒謬。
古代的文字記錄和在匈人的墓地中發現都表明匈人喜歡配戴精緻的黃金飾品或黃金冠。曼秦-海爾芬列出了6頂匈人黃金冠。匈人婦女似乎還會配戴由幾種物質製成的珠子項鍊和手環。後來在中世紀早期很普遍的珠寶和鑲有寶石的武器似乎都是源自匈人風格。匈人還會製作一些中國風的小鏡子，在當作陪葬品時似乎會被故意破壞。
考古學家還發現匈人的衣服上有黃金飾物以及一些玻璃珠子。阿米阿努斯提到，匈人會穿著亞麻制的衣服或土撥鼠皮毛以及山羊皮綁腿。
阿米阿努斯報告中提到匈人沒有房子，相傳他們很著迷於帳篷和木頭車。曼秦-海爾芬相信匈人似乎住在毛氈和羊皮造的帳篷中，因為普利斯庫斯提及過阿提拉的帳篷，約達尼斯也彙報過阿提拉躺在絲製的帳篷中。然而，在5世紀中期的記錄，匈人也會常駐在木屋中，曼秦-海爾芬相信這些木屋其實是哥特人建的。

### 人工顱骨變形

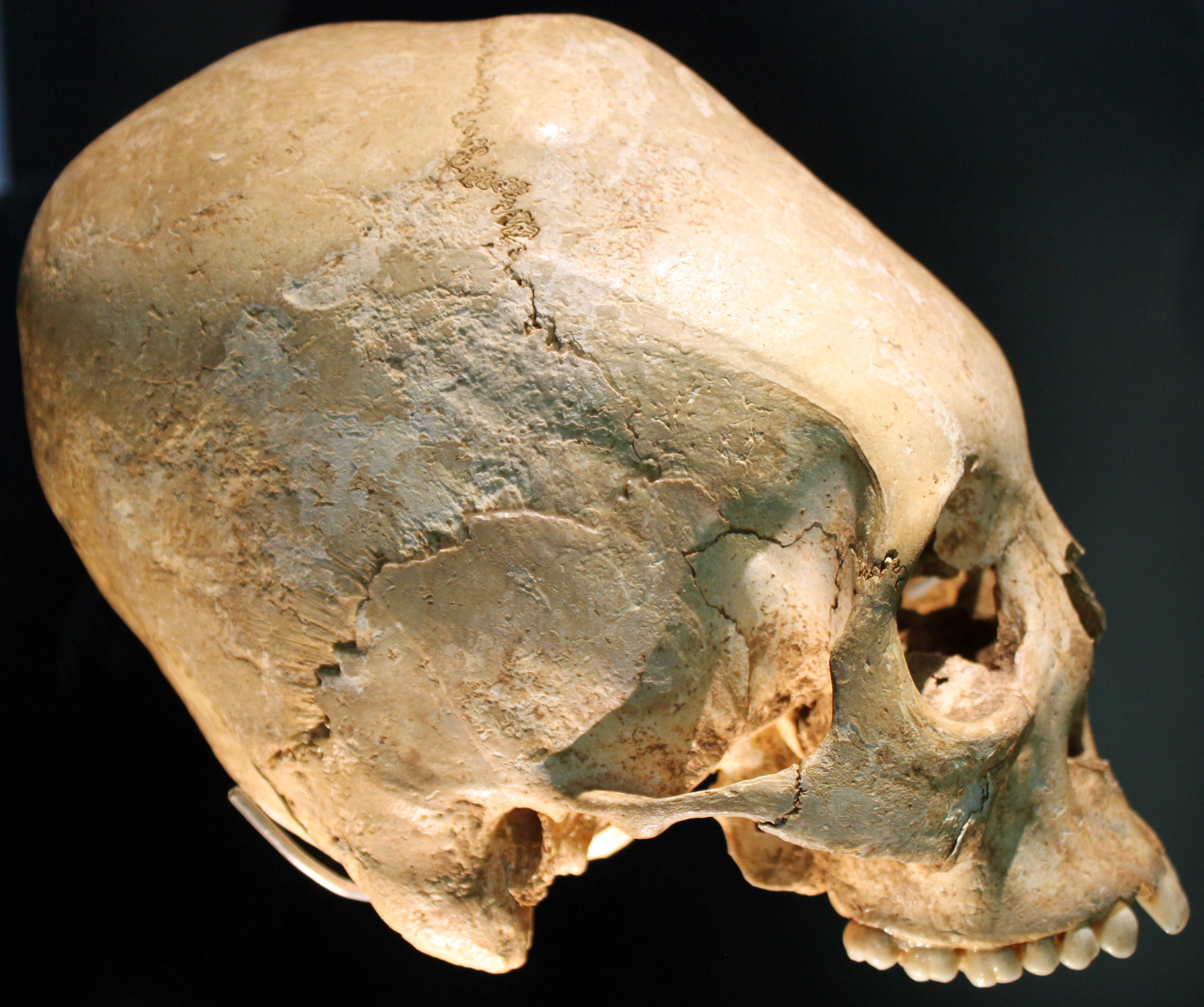
在德國斯圖加特出土的變形顱骨，年份約西元6世紀，屬阿勒曼尼文化。

很多考古學家認為匈人（或單純他們的貴族），以及受他們影響的日耳曼部落都有把嬰兒的顱骨拉長的習俗，目的是制造身體上的明顯差異來提升自身的高貴，從而區分貴族和平民。但也有學者認為這個習俗不是匈人引入的，而是跟他們有緊密關係的阿蘭人或薩爾馬提亞人。

### 語言
匈人帝國內部的語言很多樣，普利斯庫斯注意到他們平民的語言與阿提拉王廷大相逕庭，阿提拉的弄臣還會講一些混雜了匈語、拉丁語、哥特語的字句來引阿提拉的賓客笑。
關於匈語本身只有幾個單詞被記錄下來，但經過考證後發現很可能都是源自某種印歐語，剩餘的線索只有匈人的姓名與各個部落名。根據匈人的姓名，有學者推測他們的語言有可能屬於突厥語系，或介乎蒙古語系和突厥語系之間的語言，甚至有可能屬於葉尼塞語系。然而，基於語料太少的關係，大多數學者還是保持匈語為無法分類語言的立場。

### 婚姻與女性的角色
匈人精英實行一夫多妻制，而平民卻是一夫一妻制。阿米阿努斯聲稱匈人女性在社會中被隔離，但普利斯庫斯的第一手資料卻指出他們的女性可以自由活動並且與男性混雜在一起 。普利斯庫斯描述，當阿提拉進入一個村莊時，村內的婦女都會蜂擁而至，連阿提拉的大臣奧尼修斯的妻子亦會與婢女一同為阿提拉奉上食物和飲品。而普利斯庫斯本人甚至可以自由進出阿提拉元配的帳篷。

### 宗教
關於匈人的信仰我們幾乎一無所知。生活在西元4世紀的阿米阿努斯聲稱匈人根本沒宗教，而西元5世紀的基督教作家薩爾維亞努斯卻稱匈人為異教徒。約達尼斯在《哥特史》中記載到匈人會崇拜「火星之劍」，一把象徵著阿提拉權力來源的古劍。曼秦-海爾芬提到，對象徵著戰神的劍的崇拜似乎所有草原民族中廣泛存在，包括匈奴人。然而，丹尼斯·塞諾卻認為匈人會崇拜劍只是虛構故事。

## 君主列表

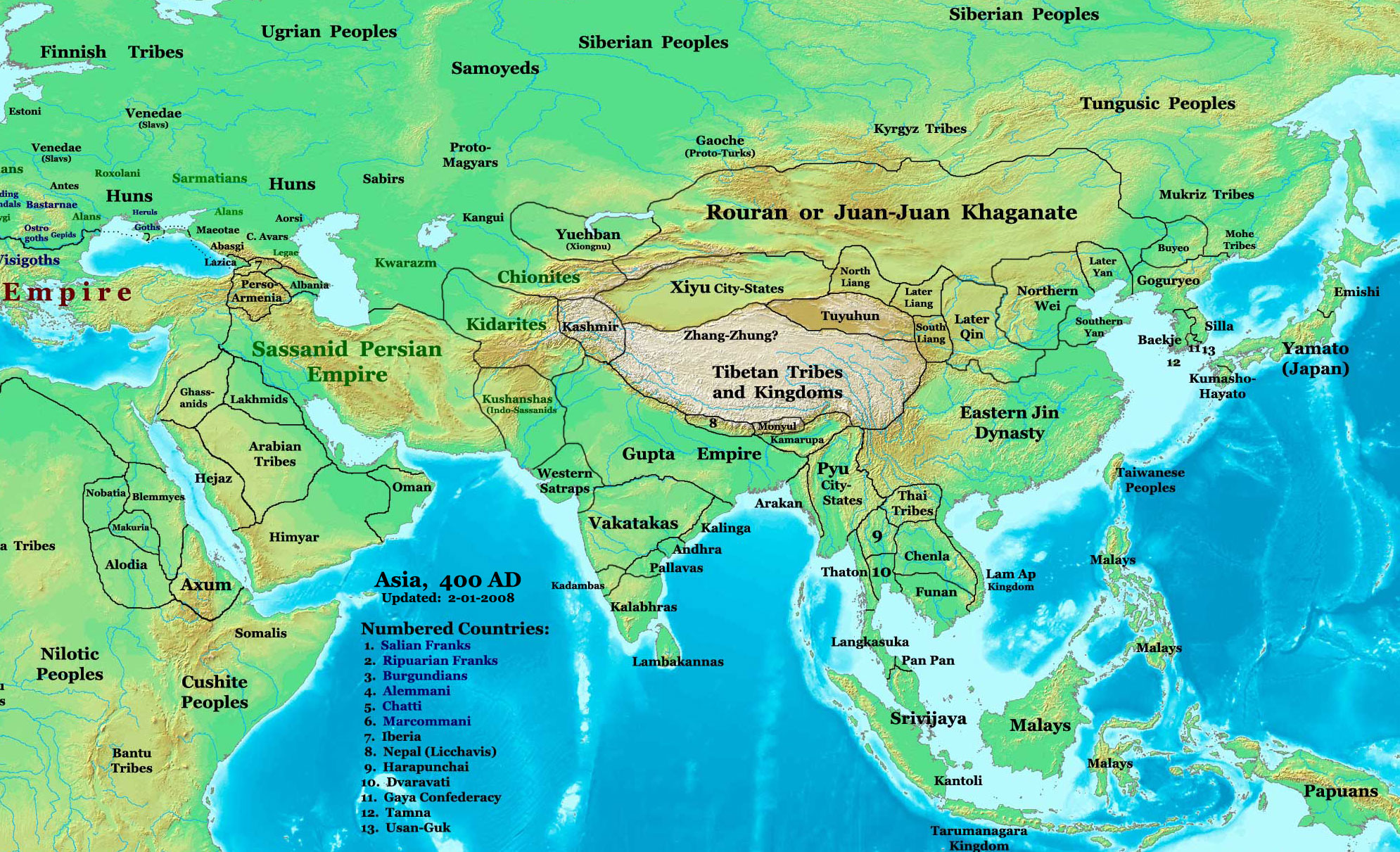
匈人(Huns)出现在公元 400 年東歐的伏爾加河和第聶伯河

| 君主名              | 拉丁文            | 上任時間 | 退位時間  | 其他                                               |
| 巴蘭比爾            | Balamir           | 約350年  |           |                                                    |
| 烏爾丁              | Uldin             |          | 約至412年 | 鲁吉拉之父，阿提拉祖父                             |
| 查拉通              | Charaton          | 約412年  | 419年     | 匈人第一位國王                                     |
| 俄塔                | Oktar             | 約419年  | 約至420年 | 鲁吉拉之兄，在位期間與其兄弟鲁吉拉、蒙杜克共同執政 |
| 鲁吉拉 又作盧支拉斯 | Rua, Rugu Rugilas | 約419年  | 434年     | 在位期間統一匈人各部落                             |
| 蒙杜克              | Mundzuk           | 約419年  | 約至434年 | 鲁吉拉之弟，阿提拉之父                             |
| 布雷達              | Bleda             | 約434年  | 445年     | 蒙杜克之子，阿提拉之兄                             |
| 阿提拉              | Attila            | 約434年  | 453年     | 在位期間與其兄布雷達共同執政                       |
| 愛拉克              | Illak             | 453年    | 454年     | 阿提拉之子，鄧吉西克之兄                           |
| 鄧吉西克            | Dengesik          | 約453年  | 469年     | 阿提拉之子，愛拉克逝世後接任匈人君主               |